# NEON GENESIS EVANGELION ADDITION
『NEON GENESIS EVANGELION ADDITION』（ネオン・ジェネシス・エヴァンゲリオン・アディション）は、テレビアニメ『新世紀エヴァンゲリオン』のオリジナルサウンドトラック。1996年12月21日にスターチャイルドから発売された。

## 概要

### アルバム解説
- アニメ『新世紀エヴァンゲリオン』関連の音楽が収録され、「ADDITION」の名の通り、おまけ的要素の強いものになっている。期間限定盤（KICA-334）と劇場版シト新生特別鑑賞券付初回限定盤（KICA-333）の2バージョンで発売された。

### 楽曲解説
- 3曲目の「FLY ME TO THE MOON -MISATO 4 BEAT TV. Size VERSION-」は高橋洋子が歌った「FLY ME TO THE MOON -4 BEAT VERSION-」を、4曲目の「FLY ME TO THE MOON <ASUKA Bossa Techno TV. Size Version>」はAyaが歌った「FLY ME TO THE MOON <Aya Bossa Techno Version>」をそれぞれカヴァーしている。
- 「終局の続き」（仮題）は今でいうドラマCDの類である。脚本・演出は庵野秀明。テレビ放送本編が終了し、息をついた主要登場人物らのもとに第2期決定の報が届く。脚本の締め切りが迫る中、キャラクターたちは試行錯誤をする……というストーリー。コメディタッチに描かれ、豊富なパロディとギャグが笑いを誘う。最終的にはアスカの提案した「音だけアニメ」を実践し、声優陣が台詞だけでなくBGM・SEまでをアカペラでこなす。なお、このコーナーの脚本と演出をしている庵野も登場してくる。（役名は、その他）
- 「てんとう虫のサンバ」は、テレビ放送では一部しか使用されなかったが、1番が全て歌われている。緒方恵美は碇シンジの役だが、ここでは女性コーラスを務める。なお、ブックレットにはこの楽曲の歌詞は掲載されていない。
- 劇場用予告は『新世紀エヴァンゲリオン劇場版 シト新生』の予告編。映像はついていない。BGMは、ミサトバージョンとアスカバージョンでは「次回予告」が使用されているが、レイバージョンのみ「BORDERLINE CASE」が使用されている。

## 収録曲
| #         | タイトル                                                          | 作詞         | 作曲                   | 編曲                    | 歌                                     | 時間  |
| --------- | ----------------------------------------------------------------- | ------------ | ---------------------- | ----------------------- | -------------------------------------- | ----- |
| 1.        | 「残酷な天使のテーゼ <Director's Edit. Version II>」              | 及川眠子     | 佐藤英敏               | 大森俊之                | MISATO、Rei、ASUKA                     | 4:04  |
| 2.        | 「ドラマ『終局の続き』（仮題）」                                  |              |                        |                         |                                        | 21:33 |
| 3.        | 「FLY ME TO THE MOON -MISATO 4 BEAT TV. Size VERSION-」           | Bart Howard  | Bart Howard            | Toshiyuki Ohmori        | MISATO                                 | 1:32  |
| 4.        | 「FLY ME TO THE MOON <ASUKA Bossa Techno TV. Size Version>」      | Bart Howard  | Bart Howard            | TONY ORLY               | ASUKA                                  | 1:27  |
| 5.        | 「CHORUS : Hallelujah（MESSIAH）」                                |              | Georg Friedrich Händel |                         |                                        | 3:39  |
| 6.        | 「CHORUS : Worthy is the Lamb...Amen（MESSIAH）」                 |              | Georg Friedrich Händel |                         |                                        | 6:45  |
| 7.        | 「4th Mov : Presto（SYMPHONY No.9 IN D MINOR Op. 125 "CHORAL"）」 |              | Ludwig van Beethoven   |                         |                                        | 23:08 |
| 8.        | 「てんとう虫のサンバ」(ボーナストラック)                          | さいとう大三 | 馬飼野俊一             | キングオーケストラK.V.G | 緒方恵美、宮村優子、長沢美樹、岩男潤子 | 1:15  |
| 9.        | 「FLY ME TO THE MOON <Main Version II>」                          | Bart Howard  | Bart Howard            | Toshiyuki Ohmori        | MISATO、Rei、ASUKA                     | 4:30  |
| 10.       | 「劇場版予告（葛城ミサト）」                                      |              | 鷺巣詩郎               |                         |                                        | 0:29  |
| 11.       | 「劇場版予告（綾波レイ）」                                        |              | 鷺巣詩郎               |                         |                                        | 0:37  |
| 12.       | 「劇場版予告（惣流・アスカ・ラングレー）」                        |              | 鷺巣詩郎               |                         |                                        | 0:30  |
| 合計時間: | 合計時間:                                                         | 合計時間:    | 合計時間:              | 合計時間:               | 合計時間:                              | 69:29 |